# Football League Championship 2010-2011
La Football League Championship 2010-2011 o Npower League per motivi di sponsorizzazione, fu la 108ª edizione del campionato di calcio di seconda divisione.
Ha avuto inizio il 7 agosto 2010, la stagione regolare si concluse il 7 maggio 2011, ma l'ultima partita della stagione venne disputata il 30 maggio 2011 per via dei Playoff per decidere la 3ª squadra da promuovere in Premier League

## Cambiamenti di squadra dalla stagione precedente

### Dalla Championship
Promosse in Premier League
- QPR
- Norwich City
- Swansea City

Retrocesse in League One
- Preston N.E.
- Sheffield Wednesday
- Scunthorpe Utd

### In Championship
Retrocesse dalla Premier League
- Burnley
- Hull City
- Portsmouth

Promosse dalla League One
- Leeds United
- Millwall
- Norwich City

## Squadre partecipanti
| Squadra           | Città         | Stadio               | Capacità |
| ----------------- | ------------- | -------------------- | -------- |
| Barnsley          | Barnsley      | Oakwell              | 23,009   |
| Bristol City      | Bristol       | Ashton Gate          | 21,497   |
| Burnley           | Burnley       | Turf Moor            | 22,546   |
| Cardiff City      | Cardiff       | Cardiff City Stadium | 26,828   |
| Coventry City     | Coventry      | Ricoh Arena          | 32,609   |
| Crystal Palace    | Londra        | Selhurst Park        | 26,309   |
| Derby County      | Derby         | Pride Park Stadium   | 33,597   |
| Doncaster         | Doncaster     | Keepmoat Stadium     | 15,231   |
| Hull City         | Hull          | KC Stadium           | 25,404   |
| Ipswich Town      | Ipswich       | Portman Road         | 30,311   |
| Leeds Utd         | Leeds         | Elland Road          | 39,460   |
| Leicester City    | Leicester     | Walkers Stadium      | 32,500   |
| Middlesbrough     | Middlesbrough | Riverside Stadium    | 35,049   |
| Millwall          | Londra        | The Den              | 20,146   |
| Norwich City      | Norwich       | Carrow Road          | 27,000   |
| Nottingham Forest | Nottingham    | City Ground          | 30,602   |
| Portsmouth        | Portsmouth    | Fratton Park         | 20,224   |
| Preston N.E.      | Preston       | Deepdale             | 24,500   |
| QPR               | Londra        | Loftus Road          | 19,128   |
| Reading           | Reading       | Madejski Stadium     | 24,161   |
| Scunthorpe Utd    | Scunthorpe    | Glanford Park        | 9,088    |
| Sheffield Utd     | Sheffield     | Bramall Lane         | 32,702   |
| Swansea City      | Swansea       | Liberty Stadium      | 20,532   |
| Watford           | Watford       | Vicarage Road        | 19,920   |

## Classifica
|  |     | Classifica finale 2010-11 | Pt | G  | V  | N  | P  | GF | GS | DR  |
|  | --- | ------------------------- | -- | -- | -- | -- | -- | -- | -- | --- |
|  | 1.  | QPR                       | 88 | 46 | 24 | 16 | 6  | 71 | 32 | +39 |
|  | 2.  | Norwich City              | 84 | 46 | 23 | 15 | 8  | 83 | 58 | +25 |
|  | 3.  | Swansea City              | 80 | 46 | 24 | 8  | 14 | 69 | 42 | +27 |
|  | 4.  | Cardiff City              | 80 | 46 | 23 | 11 | 12 | 76 | 54 | +22 |
|  | 5.  | Reading                   | 77 | 46 | 20 | 17 | 9  | 77 | 51 | +26 |
|  | 6.  | Nottingham Forest         | 75 | 46 | 20 | 15 | 11 | 69 | 50 | +19 |
|  | 7.  | Leeds Utd                 | 72 | 46 | 19 | 15 | 12 | 81 | 70 | +11 |
|  | 8.  | Burnley                   | 68 | 46 | 18 | 14 | 14 | 65 | 61 | +4  |
|  | 9.  | Millwall                  | 67 | 46 | 18 | 13 | 15 | 62 | 48 | +14 |
|  | 10. | Leicester City            | 67 | 46 | 19 | 10 | 17 | 76 | 71 | +5  |
|  | 11. | Hull City                 | 65 | 46 | 16 | 17 | 13 | 52 | 51 | +1  |
|  | 12. | Middlesbrough             | 62 | 46 | 17 | 11 | 18 | 68 | 68 | 0   |
|  | 13. | Ipswich Town              | 62 | 46 | 18 | 8  | 20 | 62 | 68 | -6  |
|  | 14. | Watford                   | 61 | 46 | 16 | 13 | 17 | 77 | 71 | +6  |
|  | 15. | Bristol City              | 60 | 46 | 17 | 9  | 20 | 62 | 65 | -3  |
|  | 16. | Portsmouth                | 58 | 46 | 15 | 13 | 18 | 53 | 60 | -7  |
|  | 17. | Barnsley                  | 56 | 46 | 14 | 14 | 18 | 55 | 66 | -11 |
|  | 18. | Coventry City             | 55 | 46 | 14 | 13 | 19 | 54 | 58 | -4  |
|  | 19. | Derby County              | 49 | 46 | 13 | 10 | 23 | 58 | 71 | -13 |
|  | 20. | Crystal Palace            | 48 | 46 | 12 | 12 | 22 | 44 | 69 | -25 |
|  | 21. | Doncaster                 | 48 | 46 | 11 | 15 | 20 | 55 | 81 | -26 |
|  | 22. | Preston N.E.              | 42 | 46 | 10 | 12 | 24 | 54 | 79 | -25 |
|  | 23. | Sheffield Utd             | 42 | 46 | 11 | 9  | 26 | 44 | 79 | -35 |
|  | 24. | Scunthorpe Utd            | 42 | 46 | 12 | 6  | 28 | 43 | 87 | -44 |

## Play-off
|  | Semifinali | Semifinali        | Semifinali | Semifinali | Semifinali |  |  | Finale | Finale       | Finale |  |
|  |            |                   |            |            |            |  |  |        |              |        |  |
|  | 6          | Nottingham Forest | 0          | 1          | 1          |  |  |        |              |        |  |
|  | 3          | Swansea City      | 0          | 3          | 3          |  |  | 3      | Swansea City | 4      |  |
|  | 4          | Cardiff City      | 0          | 0          | 0          |  |  | 5      | Reading      | 2      |  |
|  | 5          | Reading           | 0          | 3          | 3          |  |  |        |              |        |  |

### Semifinali
| Nottingham 12 maggio 2011, ore 19:45 UTC+1 Semifinale 1 andata | Nottingham Forest    | 0 – 0 referto | Swansea City | City Ground (27881 spett.)\| Arbitro: \| Mike Dean (Cheshire) \| |
| Arbitro:                                                       | Mike Dean (Cheshire) |               |              |                                                                  |

| Reading 13 maggio 2011, ore 19:45 UTC+1 Semifinale 2 andata | Reading              | 0 – 0 referto | Cardiff City | Madejski Stadium (21485 spett.)\| Arbitro: \| Mark Halsey (Bolton) \| |
| Arbitro:                                                    | Mark Halsey (Bolton) |               |              |                                                                       |

| Arbitro: | Andre Marriner (Birmingham) |

|                                      |           |              |
| Britton 28’ Dobbie 33’ Pratley 90+3’ | Marcatori | 80’ Earnshaw |

| Arbitro: | Howard Webb (Yorkshire) |

|  |           |                                      |
|  | Marcatori | 28’ Long 45’ (rig.) Long 84’ McAnuff |

### Finale
| Arbitro: | Phil Dowd (Staffordshire) |

|                            |           |                                                 |
| Allen 49’ (aut.) Mills 57’ | Marcatori | 21’ (rig.), 22’, 80’ (rig.) Sinclair 40’ Dobbie |

## Verdetti
- QPR, Norwich City, Swansea City: promosse in Premier League 2011-12
- Preston N.E., Sheffield Utd e Scunthorpe Utd: retrocesse in League One 2011-12

## Statistiche

### Club

#### Record
- Maggior numero di vittorie: QPR e Swansea City (24)
- Minor numero di sconfitte: QPR (6)
- Migliore attacco: Norwich City (83)
- Miglior difesa: QPR (32)
- Miglior differenza reti: QPR (+39)
- Maggior numero di pareggi: Hull City e Reading (17)
- Minor numero di pareggi: Scunthorpe Utd (6)
- Maggior numero di sconfitte: Scunthorpe Utd (28)
- Minor numero di vittorie: Preston N.E. (10)
- Peggiore attacco: Scunthorpe Utd (43)
- Peggior difesa: Scunthorpe Utd (87)
- Peggior differenza reti: Scunthorpe Utd (-44)

### Individuali

#### Classifica marcatori
|  | Gol | Giocatore       | Squadra        |
|  | --- | --------------- | -------------- |
|  | 24  | Danny Graham    | Watford        |
|  | 21  | Grant Holt      | Norwich City   |
|  | 21  | Shane Long      | Reading        |
|  | 19  | Luciano Becchio | Leeds Utd      |
|  | 19  | Adel Taarabt    | QPR            |
|  | 19  | Scott Sinclair  | Swansea City   |
|  | 18  | Jay Bothroyd    | Cardiff City   |
|  | 18  | Max Gradel      | Leeds Utd      |
|  | 15  | Andy King       | Leicester City |
|  | 15  | Billy Sharp     | Doncaster      |
|  | 15  | Steve Morrison  | Millwall       |

#### Record
- Numero totale di gol segnati: 323
- Media gol segnati per match: 2.69
- Primo gol della stagione: John Eustace (Watford-Norwich City), 6 agosto 2010
- Primo rigore della stagione: Heiðar Helguson (Queens Park Rangers-Barnsley segnato), 7 agosto 2010
- Primo autogol della stagione: Paddy McCarthy (Crystal Palace-Barnsley), 14 agosto 2010
- Gol più veloce in un match: 17 secondi (Danny Graham, Watford), 25 settembre 2010
- Gol più veloce dopo l'intervallo: 3 minuti e 21 secondi (Davide Somma, Leeds United), 21 agosto 2010
- Gol segnato all'ultima azione della partita: David Clarkson (Bristol City-Scunthorpe United)
- L'ultimo goal decisivo: Adam Hammill (Barnsley-Middlesbrough)
- Margine di goal più largo in una partita: 5 (Millwall-Watford 1-6) (Portsmouth-Leicester City 6-1) e (Derby County-Crystal Palace 5-0)
- Maggior numero di gol nel secondo tempo: 6 (Leeds-Preston North End 4-6), 28 settembre 2010
- Maggior numero di goal segnati nel primo tempo solo da una squadra: 4 (Portsmouth-Leicester City 6-1) e (Leeds-Preston North End 4-6)
- Maggior numero di gol segnati da una squadra sconfitta: 4 (Leeds-Preston North End 4-6)
- Maggior numero di gol segnati da un solo giocatore in un match: 3 (Chris Iwelumo, Burnley),(James Coppinger, Doncaster Rovers) (Jon Parkin, Preston North End)
- Autogol segnati: 8
- Il più anziano marcatore di una partita: Graham Alexander 38 anni e 315 giorni (Burnley-Leicester City), 21 agosto 2010
- Il più giovane marcatore di una partita: Nadir Çiftçi 18 anni e 183 giorni (Portsmouth-Reading F.C.), 21 agosto 2010

#### Riconoscimenti mensili
| Mese      | Allenatore del Mese | Allenatore del Mese | Giocatore del Mese | Giocatore del Mese |
| Mese      | Allenatore          | Squadra             | Giocatore          | Squadra            |
| --------- | ------------------- | ------------------- | ------------------ | ------------------ |
| Agosto    | Neil Warnock        | QPR                 | Adel Taarabt       | QPR                |
| Settembre | Neil Warnock        | QPR                 | Jamie Mackie       | QPR                |
| Ottobre   | Dave Jones          | Cardiff City        | Jay Bothroyd       | Cardiff City       |
| Novembre  | Keith Millen        | Bristol City        | James Hayter       | Doncaster          |
| Dicembre  | Simon Grayson       | Leeds Utd           | Danny Graham       | Watford            |
| Gennaio   | Billy Davies        | Nottingham Forest   | Richie Wellens     | Leicester City     |
| Febbraio  | Brendan Rodgers     | Swansea City        | Connor Wickham     | Ipswich Town       |
| Marzo     | Malky Mackay        | Watford             | Ian Harte          | Reading            |
| Aprile    | Brian McDermott     | Reading             | Simeon Jackson     | Norwich City       |